# Ralph E. Molnar
Ralph Earl Molnar (* 28. Juni 1943) ist ein US-amerikanischer Wirbeltierpaläontologe. Seine Forschungsschwerpunkte sind Dinosaurier und fossile Krokodile, wobei er sich insbesondere mit der Unterfamilie Mekosuchinae befasst.

## Leben
Molnar erlangte 1965 den Bachelor of Arts in Physik und Zoologie an der University of California, Los Angeles. 1969 graduierte er mit der Arbeit Jaw musculature and jaw mechanics of the Eocene crocodilian Sebecus icaeorhinus zum Master of Arts in Geologie an der University of Texas at Austin. 1973 wurde er mit der Dissertation The cranial morphology and mechanics of Tyrannosaurus rex (Reptilia: Saurischia) zum Ph.D. an der University of California, Los Angeles promoviert. Von 1973 bis 1974 war er Assistenzprofessor an der North Dakota State University. 1974 ging er nach Australien, wo er zunächst als Leitender Tutor und anschließend bis 1979 als Lecturer an der Wallace Worth School of Medicine der University of New South Wales tätig war. Von 1979 bis 1986 war er Kurator für Säugetierkunde und Wirbeltierpaläontologie, von 1986 bis 1994 Leitender Kurator für Wirbeltierpaläontologie und von 1994 bis 2000 war er Bereichsleiter für Paläontologie und Geologie am Queensland Museum. Im Jahr 2000 ging er in den Ruhestand und wurde Mitarbeiter an der Abteilung für Geologie und Paläontologie am Museum of Northern Arizona in Flagstaff, Arizona, wo er weitreichende evolutionäre Prozesse erforschte.
1981 stellte Molnar die Krokodil-Gattung Quinkana, 1993 die Unterfamilie Mekosuchinae und 2002 die Gattung Volia auf. Zu seinen weiteren Erstbeschreibungen zählen die Krokodile Kambara murgonensis und Paludirex gracilis, die kreidezeitliche Vogelgattung Nanantius, die Dinosauriergattungen Muttaburrasaurus, Kakuru, Minmi und Ozraptor sowie das fossile Säugetier Steropodon galmani.
Molnar veröffentlichte mehrere Arbeiten mit Joan Wiffen (1922–2009), einer Pionierin für Dinosaurierknochenfunde in Neuseeland.

## Dedikationsnamen
2005 wurde die fossile Krokodilart Kambara molnari, 2011 der Pterosaurier Aussiedraco molnari, und 2019 die fossile Krokodilart Isisfordia molnari zu Ehren von Molnar benannt.

## Schriften
- mit  James O. Farlow,  Bob Walters (Illustrator), Brian Franczak (Illustrator): The Great Hunters: Meat-Eating Dinosaurs and Their World. In: Prehistoric Life. Franklin Watts, 1995, ISBN 0-531-11180-6.
- Dragons in the Dust: The Paleobiology of the Giant Monitor Lizard Megalania. Indiana University Press, 2004, ISBN 978-0-253-34374-1.
- mit J. Michael Parrish, Philip J. Currie, Eva B. Koppelhus (Illustrator): Tyrannosaurid Paleobiology. In: Life of the Past. Indiana University Press, 2013, ISBN 978-0-253-00930-2.